# Montana Jones
Montana Jones är en anime-TV-serie som visades i Japan på NHK från 2 april 1994 fram till 8 april 1995. Studio Junio (Japan) och REVER (Italien) producerade sammanlagt 52 avsnitt av serien. I Sverige visades den på TV3 och TV1000 med titeln Montana under 1990-talet.

## Handling
Serien utspelas på 1930-talet med antropomorfa kattdjur om huvudpersonen Montana Jones från Boston på äventyr tillsammans med sin kusin Alfred Jones och den vackra reportern Melissa Sone på skattjakt. De besöker platser baserade på verkligheten och städer som Gizaplatån, Taj Mahal, Istanbul och Påskön m.fl., samtidigt stöter dom på problem när Lord Zero vill också ta skatten samtidigt. Lord Zero använder sig klumpiga duon Slim & Slam och uppfinnaren Dr. Nitro. Serien är inspirerad av Indiana Jones-filmerna. Serien har liknande stämning som Sherlock Hund, tio år tidigare samarbetade REVER och Tokyo Movie Shinsha under 1984 att producera Sherlock Hund.

## Avsnitt och platser
|  | Nr  |  | Titel                                         | Plats                           |  |
|  | 1.  |  | The secret of the goldmedal                   | Mexiko                          |  |
|  | 2.  |  | The giant sqiud                               | Västindien                      |  |
|  | 3.  |  | Treasure hunting in Istanbul                  | Turkiet                         |  |
|  | 4.  |  | The discovery of the jewel bible              | Tjeckien                        |  |
|  | 5.  |  | The silk-carpet of the Maj Mahal              | Indien                          |  |
|  | 6.  |  | The horrible snowman                          | Tibet                           |  |
|  | 7.  |  | The tomb from the Pharaoh                     | Egypten                         |  |
|  | 8.  |  | King Arthur's knife                           | England                         |  |
|  | 9.  |  | The secret code of the Inkas                  | Peru                            |  |
|  | 10. |  | Criminals of Chinatown                        | USA (San Francisco)             |  |
|  | 11. |  | Adventuring with the Vikings                  | Sverige (Gotland)               |  |
|  | 12. |  | The treasure in desert                        | Irak                            |  |
|  | 13. |  | The secret of the dried fonutain              | Spanien (Alhambra)              |  |
|  | 14. |  | A secret entrance in the castle               | Tyskland (Neuschwanstein)       |  |
|  | 15. |  | The subterranean waterfalls                   | Kambodja (Angkor Vat)           |  |
|  | 16. |  | Kidnapped to castle Mauleon                   | Israel/Frankrike                |  |
|  | 17. |  | A muddy fight for the future                  | Grekland (Delfi)                |  |
|  | 18. |  | The golden dragon from Hong Kong              | Hongkong                        |  |
|  | 19. |  | The hidden flymachine                         | Italien                         |  |
|  | 20. |  | The clock from Ivan the Terrible              | Ryssland                        |  |
|  | 21. |  | Chased in the goldmine                        | Zimbabwe                        |  |
|  | 22. |  | The rescuing boomerang                        | Australien (Uluru)              |  |
|  | 23. |  | Attack of the sharks                          | Monaco                          |  |
|  | 24. |  | The flood's comming!                          | Jordanien                       |  |
|  | 25. |  | Emergency! Landing on Easter Island           | Chile (Påskön)                  |  |
|  | 26. |  | The sunken goldbell                           | Myanmar                         |  |
|  | 27. |  | The attack of the bandits in Mongolia         | Mongoliet                       |  |
|  | 28. |  | The haunted house in Scotland                 | Skottland                       |  |
|  | 29. |  | Searching through the labyrinth of King Minos | Grekland (Kreta)                |  |
|  | 30. |  | The Colombian jungle                          | Colombia                        |  |
|  | 31. |  | Saved by the crocodiles                       | Egypten (Tempelstaden i Karnak) |  |
|  | 32. |  | The treasure of the caliph                    | Irak                            |  |
|  | 33. |  | The secret pirateship                         | Portugal (Belémtornet)          |  |
|  | 34. |  | Emergency! Landing on treasure island         | Egypten                         |  |
|  | 35. |  | Adventure in China                            | Kina                            |  |
|  | 36. |  | Straight through Austria                      | Österrike                       |  |
|  | 37. |  | The crown of the tsar                         | Ryssland                        |  |
|  | 38. |  | Marie Antoinette's Collier                    | Belgien/Nederländerna           |  |
|  | 39. |  | Lemuria: The hidden island                    | Indonesien                      |  |
|  | 40. |  | The secret of the Mont St. Michèl             | Frankrike                       |  |
|  | 41. |  | The stone dragon                              | Tyskland                        |  |
|  | 42. |  | The Artemis Temple                            | Turkiet (Efesos)                |  |
|  | 43. |  | Get to the Chao-Canyon                        | USA                             |  |
|  | 44. |  | Travel through Transylvania                   | Rumänien (Transsylvanien)       |  |
|  | 45. |  | Locked in Toscana                             | Italien (Cerveteri)             |  |
|  | 46. |  | Ormeca                                        | Mexiko                          |  |
|  | 47. |  | Marco Polo's heir                             | Italien (Venedig)               |  |
|  | 48. |  | Desperately lost in the desert                | Algeriet                        |  |
|  | 49. |  | The baker and the knight room                 | Schweiz                         |  |
|  | 50. |  | Kea, daughter of the chief                    | USA                             |  |
|  | 51. |  | The monk and the samurai                      | Japan                           |  |
|  | 52. |  | Lost in Africa                                | Afrika                          |  |

## Svenska röster
- Steve Kratz - Montana Jones
- Fredrik Dolk - Alfred
- Hans Lindgren - Dr Nitro
- Irene Lindh - Tant Agata
- Louise Raeder - Mellissa Sone
- Per Sandborgh - Lord Zero
- Gunnar Ernblad - Slam
- Hans Wahlgren - Gerrit

## Om serien
- Namnet Montana Jones är en referens till Indiana Jones
- Skaparna Marco Pagot och Gi Pagot producerade också Sherlock Hund.